# Can Damians
Can Damians, también conocido como Almacenes El Siglo, es un edificio art déco situado en la calle de Pelayo n.º 54, en Barcelona (distrito de Ciutat Vella). Fue construido por Eduard Ferrés, Ignasi Mas y Lluís Homs en 1915. Actualmente sigue siendo unos grandes almacenes, propiedad de la marca C&A.
Este inmueble está inscrito como Bien Cultural de Interés Local (BCIL) en el Inventario del Patrimonio Cultural catalán con el código 08019/539.

## Historia y descripción

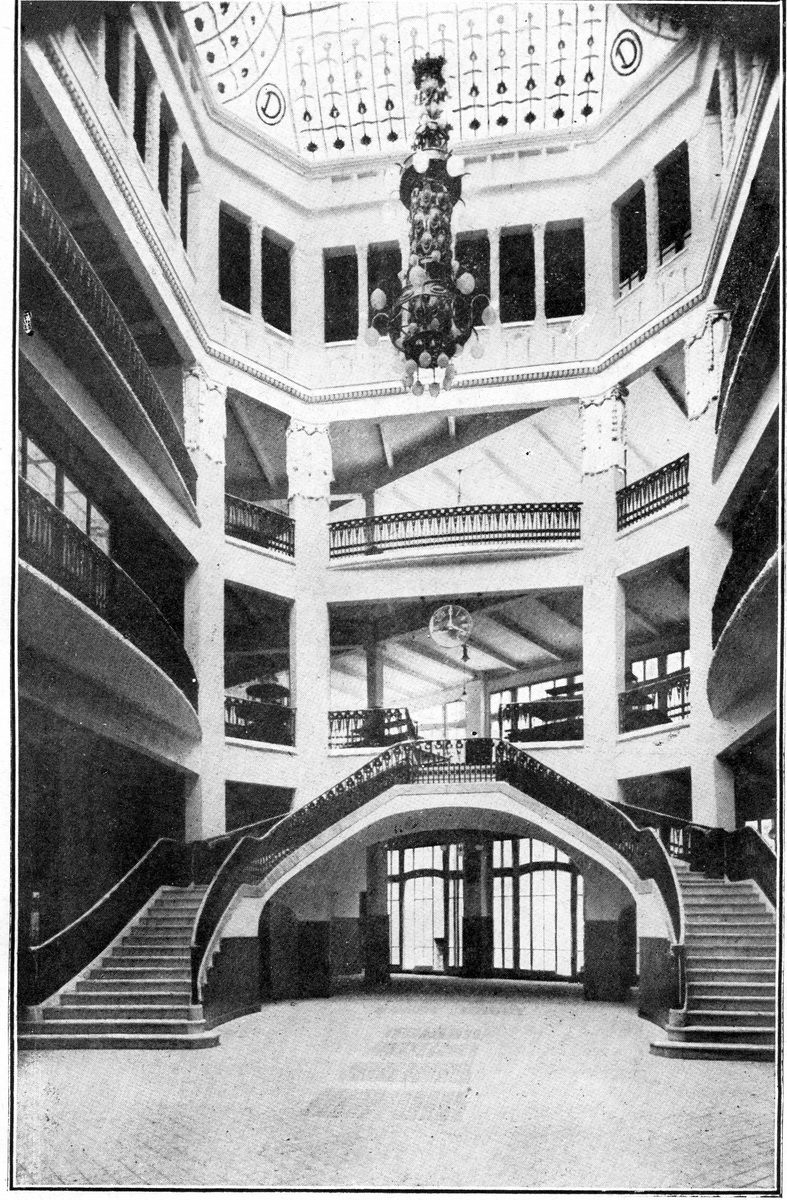
Interior del edificio, fotografía de 1917 del Anuario de la Asociación de Arquitectos

El edificio fue construido como punto de venta de la empresa Hijos de Ignacio Damians, dedicada a la elaboración de piezas de metal como lámparas, rejas, figuras decorativas y complementos de arquitectura, así como otros elementos de hierro forjado, que tenía el taller en la calle de Obradors y las oficinas en la calle de Escudellers. En 1933 fue adquirido por los Almacenes El Siglo, una empresa fundada en 1897 por la familia Conde ubicada anteriormente en la Rambla, cuya sede había sido destruida por un incendio en 1932, motivo por el que se trasladaron. En 1951 fue adquirido por la empresa Almacenes El Capitolio y, en 1961, por Almacenes El Águila, que cerró en 1984. Actualmente es propiedad de la compañía holandesa C&A.
El proyecto arquitectónico fue trazado originalmente por el maestro de obras Agustí Mas en 1913, aunque poco después fue encargado al arquitecto Eduard Ferrés, quien contó con la colaboración de Ignasi Mas y Lluís Homs. El nuevo proyecto, de estilo art déco, fue ejecutado entre 1913 y 1915. Fue construido en hormigón armado, en aquel entonces uno de los primeros edificios en ser construidos con este material en la ciudad. Tiene cinco pisos y dos subterráneos. La fachada presenta unas galerías cubiertas de cristaleras convexas y está coronada por una cúpula de lucernario esférico de inspiración expresionista. La fachada posterior, que da a la calle de Tallers, destaca por su geometrismo de influencia postsecesionista.
En el quinto piso destacan dos grandes esculturas colocadas a modo de cariátides, que representan el Trabajo y el Estudio, obra de Lambert Escaler. Cada una de ellas está identificada por un rótulo en latín, Labor y Studio. La primera es una figura masculina semidesnuda con un mazo en la mano derecha, mientras que la segunda es una figura femenina vestida con una túnica y un pergamino en la mano derecha, mientras que la izquierda la apoya en el mentón en actitud pensativa. Ambas figuras están en posición de contrapposto y destacan por el trabajo anatómico y la robustez de las formas, así como por los rostros de facciones marcadas.
En 1915 Can Damians ganó el primer premio de establecimientos comerciales en el Concurso anual de edificios artísticos convocado por el Ayuntamiento de Barcelona.
El edificio ha sido objeto de numerosas reformas, especialmente en el interior, que ya no se corresponde en nada con el proyecto original, sobre todo por la eliminación de la escalera principal y del vacío circular que conectaba antiguamente todas las plantas de forma visual.